# Fleischmannia
Fleischmannia é um género botânico pertencente à família Asteraceae.

## Espécies
- Fleischmannia aequinoctialis
- Fleischmannia harlingii
- Fleischmannia lloensis
- Fleischmannia obscurifolia